# Kirkstall Abbey

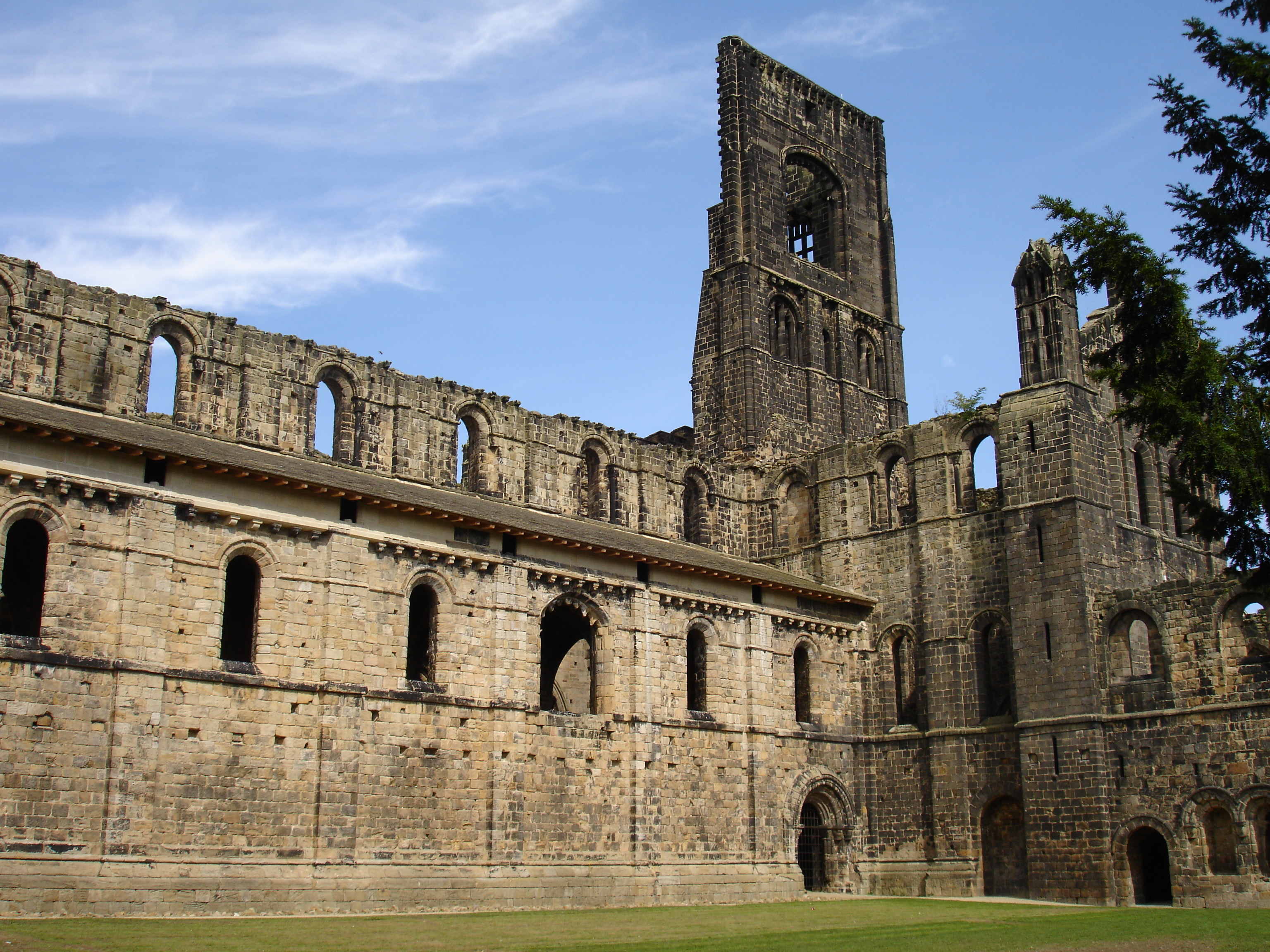
Klostergeviert mit Abteikirche (links)

Kirkstall Abbey ist die Ruine einer Zisterzienserabtei in der nordenglischen Stadt Leeds in der Grafschaft West Yorkshire. Sie liegt am River Aire im Stadtteil Kirkstall. Die Ruine wurde im Laufe der Zeit von vielen Künstlern, wie zum Beispiel William Turner, als Motiv genutzt.
Der Bau wurde 1152 begonnen und 30 Jahre später vollendet. 1539 wurde die Abtei auf Befehl Heinrichs VIII., infolge der Abspaltung der anglikanischen von der katholischen Kirche, aufgelöst und verfiel zusehends. Dennoch zählt sie heute zu den am besten erhaltenen Beispielen mittelalterlicher Klosterarchitektur in Großbritannien, was vor allem den im späten 19. Jahrhundert eingeleiteten Schutzmaßnahmen zu verdanken ist.

## Geschichte

### Gründung

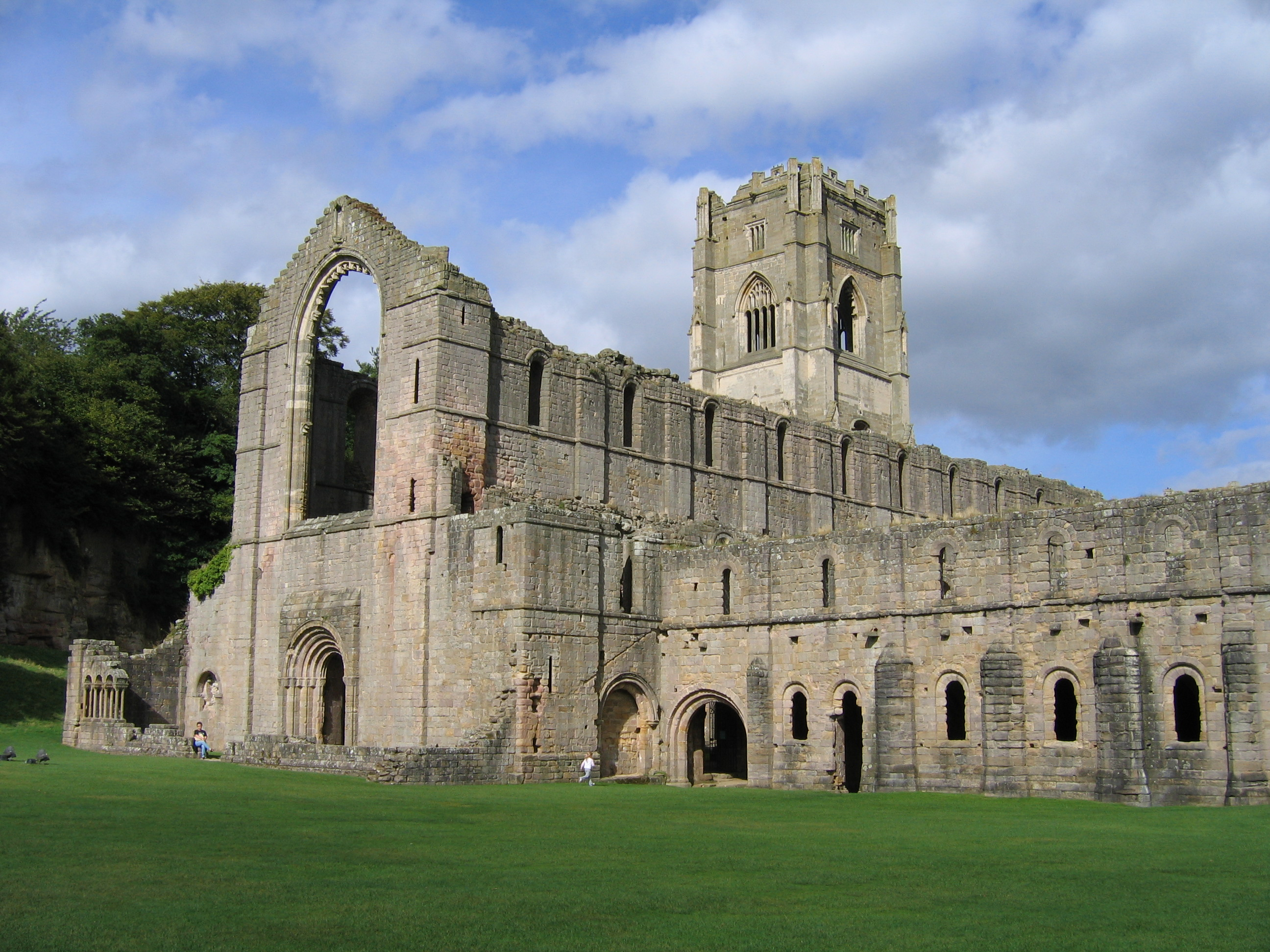
Das Mutterkloster Fountains Abbey ist ebenfalls nur als Ruine erhalten

Einer Legende zufolge soll der normannische Adlige Henry de Lacy, Baron von Pontefract, während einer schweren Erkrankung Gott geschworen haben, den Zisterziensermönchen von Fountains Abbey beim Bau einer neuen Abtei zu helfen, falls er wieder genesen würde. Tatsächlich gesundete er und schenkte 1147 den Mönchen ein Stück Land in Barnoldswick (Lancashire), die dort unter Abt Alexander ein Tochterkloster errichten wollten. Auf Grund von Auseinandersetzungen mit der örtlichen Dorfbevölkerung, einer Missernte und mehreren Raubüberfällen wurde der neue Standort jedoch schon bald wieder aufgegeben. Henry de Lacy sagte ihnen Hilfe bei der Suche nach einem neuen Grundstück zu und konnte schließlich einen seiner Lehnsmänner überzeugen, den Zisterziensern ein Stück Land in Kirkstall nahe der Ortschaft Leeds zu überlassen. Am 19. Mai 1152 zogen die Mönche auf den heutigen Standort von Kirkstall Abbey um. Noch im selben Jahr begannen sie mit dem Bau der Abtei. In der Umgebung fanden sich sowohl Steinvorkommen als auch ausgedehnte Wälder, während der Fluss Aire hervorragende Möglichkeiten bot, Baumaterialien zu transportieren. Henry de Lacy finanzierte den Bau. 1182, im Todesjahr von Abt Alexander, war der Großteil der Anlage fertiggestellt.

### Wirtschaftliche Entwicklung
Kirkstall Abbey unterstanden mehr als 30 Gehöfte, unter anderem in Headingley (heute ein Stadtteil von Leeds) und weiteren Orten in der Umgebung von Leeds sowie in Cliviger (bei Accrington, Lancashire), Oldfield (bei Keighley, West Yorkshire), Thorpe (südlich von York, North Yorkshire), Darrington (bei Pontefract, West Yorkshire), Hooton Pagnell und Bessacar (beide nahe Doncaster, South Yorkshire). Auch Henry de Lacys ursprüngliche Schenkung Barnoldswick gehörte der Abtei. Die wirtschaftliche Grundlage des Klosters stellte die Schafhaltung mit dem Verkauf von Wolle.
Die Bewirtschaftung der Güter durch das Kloster verlief anfangs nicht immer reibungslos. Den Hof Micklethwaite, der einst Widersachern der englischen Krone gehört hatte, beschlagnahmte König Heinrich II. 1173/74. Versuche des Abtes Ralph Haget, den König zur Rückgabe Micklethwaites zu bewegen, blieben erfolglos. Sein Nachfolger Abt Lambert ließ eine Grangie auf schon 1160 geschenktem Land in Cliviger errichten und dort siedelnde Bauern vertreiben. Die vormaligen Bewohner kehrten jedoch zurück, brannten das Gut nieder, wobei drei Laienbrüder starben, und beriefen sich auf frühere Ansprüche. Als Ersatz schenkte Henry de Lacys Sohn Robert den Mönchen Accrington, bevor er 1193 starb. 1205 gelang es, Micklethwaite zu einem hohen Preis von König Johann Ohneland zurückzukaufen. Bis etwa 1210 konnte Kirkstall Abbey seinen Landbesitz deutlich ausdehnen, vor allem dank zahlreicher Schenkungen, die danach spürbar nachließen.
Im Laufe des 13. Jahrhunderts häuften sich wirtschaftliche Schwierigkeiten. Da immer weniger Bauern in die Dienste des Zisterzienserordens treten wollten, sank die Zahl der Laienbrüder, die für die Bearbeitung von Ackerland und die Tierhaltung zuständig waren. Infolgedessen sah sich die Abtei gezwungen, zunehmend mehr Land an Bauern zu verpachten, anstatt es selbst zu bewirtschaften. Dazu kam Misswirtschaft der Äbte. Insbesondere wurde es zur Gewohnheit, Wolle schon Jahre im Voraus zu verkaufen. Ein schwerwiegender Fehler, wenn aufgrund ungünstiger Witterung oder Tierseuchen die versprochenen Mengen nicht zu liefern waren. So häufte sich ein Schuldenberg an. Als im Jahre 1284 Hugh Grimston sein Amt als 15. Abt seit der Abteigründung antrat, besaß Kirkstall Abbey gerade einmal 115 Rinder und 21 Esel, aber kein einziges Schaf. Die Rückstände beliefen sich auf 5248 Pfund. Um der Schuldenlast Herr zu werden, überließ Grimston dem Earl of Lincoln viele der Ländereien und Höfe im Gegenzug für eine garantierte jährliche Zahlung. Die Maßnahme zeigte Erfolg, sodass die Abtei 1301 wieder 618 Rinder und rund 4500 Schafe vorweisen konnte. Die Schulden waren auf 160 Pfund abgebaut worden. Ab dem späten 13. Jahrhundert dehnte Kirkstall Abbey seine Handelsbeziehungen bis ins toskanische Lucca aus.
Um die Mitte des 14. Jahrhunderts sowie um 1380 suchte die Pest das Kloster heim und forderte viele Todesopfer. 1381 lebten nur noch 16 Mönche und sechs Laienbrüder in der Abtei. Damit war sie kaum mehr in der Lage war, für sich selbst zu versorgen und musste noch mehr Land verpachten.

### Bedeutung und Einfluss
Als einem der größten Grundbesitzer Englands kam Kirkstall Abbey bzw. dessen Vorstehern eine immer bedeutsamere Rolle in kirchlichen und staatlichen Angelegenheiten zu. 1265 gehörte der Abt zu den Abgesandten an Simon de Montforts Parlament. Von außerordentlicher Wichtigkeit war die Zusammenarbeit der Äbte mit den Erzbischöfen von York, etwa bei der Unterdrückung des Templerordens im Jahre 1311. In Kriegszeiten stellten die englischen Könige oft Forderungen an die Abtei, etwa einmalige Zahlungen oder die Bereitstellung von Proviant und Pferden für das Heer. Im 15. Jahrhundert dienten mehrere Äbte als königliche Bevollmächtigte.

### Auflösung 1539
Nachdem Heinrich VIII. (1509 bis 1547) mit der katholischen Kirche gebrochen hatte, ließ er sämtliche Klöster seines Landes inspizieren. 1536 stimmte das Parlament der Auflösung der kleineren Klöster und Übertragung ihrer Besitztümer auf den König zu. Daraufhin brach in Nordengland eine katholische Erhebung aus, die Heinrich niederschlagen ließ. Er bezichtigte nun die größeren Abteien, die nicht unter den Auflösungsbeschluss von 1536 fielen, darunter auch Kirkstall Abbey, der Unterstützung des Aufstandes. Bis 1540 wurden alle englischen Klöster aufgelöst. In Kirkstall Abbey versammelten sich der Abt und die 31 Mönche letztmals am 22. November 1539 im Kapitelsaal und übergaben die Abtei einem königlichen Beamten. Jeder Mönch erhielt eine Abfindung entsprechend der Zeit, die er im Kloster gelebt hatte. Dem Volksmund nach soll der letzte Abt John den Rest seines Lebens im Torhaus der Abtei verbracht haben.

### Nach der Auflösung

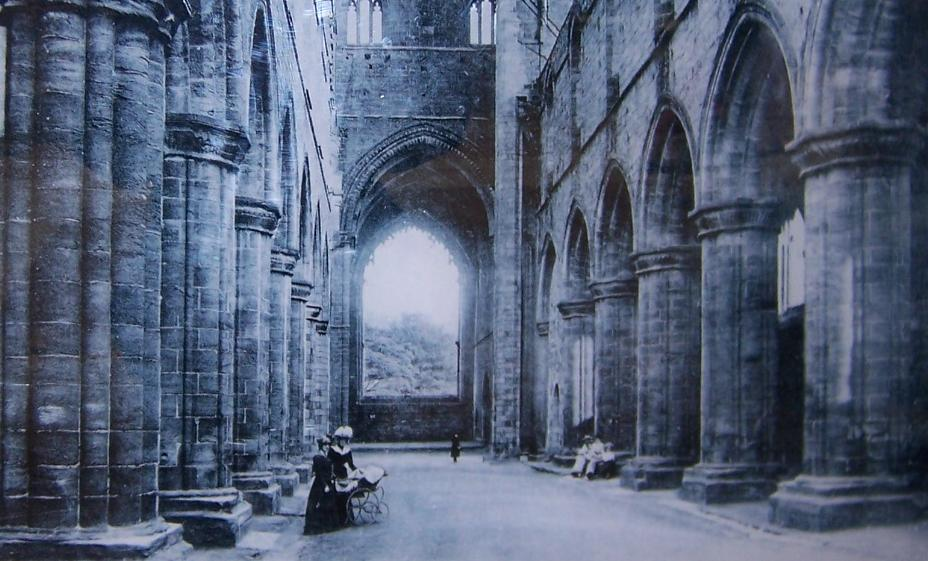
Hauptschiff der ehemaligen Abteikirche in den 1890er Jahren

Nach der Auflösung ging die Abtei 1542 in den Besitz Thomas Cranmers, des Erzbischofs von Canterbury, über. Nach dessen Hinrichtung 1556 fiel sie an die englische Krone, die sie anschließend weiterverpachtete. Indes wurde die Anlage dem Verfall preisgegeben. Möbel und sonstige Einrichtungsgegenstände wurden innerhalb kurzer Zeit gestohlen, ebenso die Bleidachziegel. Schon bald nutzten Bauern einige der Gebäude als Scheunen und Ställe, während der Kreuzgang als Obstgarten diente. Die Bausubstanz an sich blieb unmittelbar nach der Auflösung unbehelligt, Kirchenbücher aus dem Jahre 1583 belegen aber, dass Arbeiter dafür bezahlt wurden, Baumaterial aus der Abtei für Ausbesserungsarbeiten an einer Brücke in Leeds zu besorgen. Im Vergleich zu anderen ehemaligen Klöstern in England hielt sich der Missbrauch als Baustofflieferant jedoch in Grenzen. Dafür setzten Wind und Wetter der Abtei stark zu. So brachen 1746 das Dach und die Westmauer der ehemaligen Abteikirche zusammen. Der Turm stürzte im Januar 1779 nach schweren Stürmen größtenteils ein. Im 18. und frühen 19. Jahrhundert führte eine Durchgangsstraße mitten durch das Hauptschiff der Kirche. Zu diesem Zweck musste das Presbyterium mit dem Ostfenster eingerissen werden. Erst 1827 verlegte man die Straße, die heute die Ruinen von Kirkstall Abbey nördlich umgeht.

### Restaurierungsmaßnahmen und heutige Nutzung
Seit dem 17. Jahrhundert gehörte Kirkstall Abbey den Earls von Cardigan, die sie 1889 aus Geldmangel für 10.000 Pfund an den Industriellen und Unternehmer John North verkauften. North zeigte großes Interesse am Erhalt der Ruinen und übergab sie noch im selben Jahr der Stadt Leeds. Zwischen 1892 und 1896 ließ diese umfangreiche Restaurierungsarbeiten durchführen. Die Überreste des Turmes und vom Einsturz bedrohte Mauerteile wurden abgestützt. Das Gelände rings um die Abtei erhielt die Gestalt einer öffentlichen Parkanlage, die 1896 eröffnet wurde. Weitere Ausbesserungs-, Erneuerungs- und Schutzmaßnahmen folgten in den 1920er, 1980er und späten 1990er Jahren.
Heute gilt Kirkstall Abbey als eines der besterhaltenen frühen Zisterzienserklöster in Großbritannien. Die Ruinen sind ganzjährig für Besucher geöffnet, im Sommer werden auch Führungen angeboten. Im ehemaligen Latrinenhaus der Laienbrüder wurde ein Besucherzentrum eingerichtet. Eine ganzjährig geöffnete Dauerausstellung informiert dort über die Geschichte der Abtei und des Ordens sowie den Klosteralltag. Ein Modell zeigt den ursprünglichen Zustand des gesamten Gebäudekomplexes. Zu sehen sind auch verschiedene Fundstücke, die bei Ausgrabungen auf dem Gelände entdeckt wurden. Im früheren Torhaus ist das Abbey House Museum untergebracht, das einen Einblick in das viktorianische Leeds bietet.

### Denkmalschutz
Die Abtei als Ganzes mitsamt der umgebenden Flächen ist seit dem 8. Februar 1915 als Scheduled Monument denkmalgeschützt. Ergänzend wurden im September 1963 mehrere Bauwerke als Listed Building ausgewiesen: der Hauptkomplex in der höchsten Kategorie I, das Torhaus mit dem Museum in der Kategorie II* sowie die Grundmauern des Gästehauses und des Vesper Gates in der Kategorie II.
2024 betrug die Besucherzahl etwa 125.000 Personen.

## Baugeschichte

### Von der Gründung bis zur Auflösung
Den Großteil der 1152 begonnenen Bauarbeiten übernahmen die Mönche und Laienbrüder, schwierige Steinmetzarbeiten verrichteten dagegen angeworbene Handwerker. Die verschiedenen Gebäude wurden um einen zentralen Kreuzgang angelegt. Vorrang genossen zunächst der Bau des Presbyteriums der Abteikirche nördlich des Kreuzganges, damit regelmäßige Gottesdienste stattfinden konnten, und des Konversenhauses für die Laienbrüder im Westen, um Wohnraum zu schaffen. Später folgten Küche, Refektorium und Wärmestube im Süden sowie der Kapitelsaal und die Schlafräume der Mönche östlich des Kreuzganges. Alle Bauten wurden zunächst mit Steinplatten und Tondachziegeln gedeckt. Bis 1182 waren die wichtigsten Gebäude abgeschlossen. Aus dieser frühen Bauphase stammt auch das nördlich der Abtei stehende Torhaus.
Die Abteikirche wurde bereits um 1170 vollendet. Anschließend richtete man den Innenraum ein. Nach ihrer Fertigstellung erfuhr die Kirche nur wenige bauliche Veränderungen. Im 15. Jahrhundert ersetzte ein fast die gesamte Ostwand einnehmendes gotisches Fenster die ursprüngliche Rosette. Der Kirchturm wurde unter Abt William Marshall (1509 bis 1527) aufgestockt und um eine Glockenstube ergänzt.
In der ersten Hälfte des 13. Jahrhunderts entstanden eine Reihe bedeutsamer Anbauten, darunter ein Refektoriumsneubau im Süden. Die angrenzende Unterkunft des Abtes wurde um 1230 errichtet und im 15. Jahrhundert umgestaltet sowie um einen Erker erweitert. Die Krankenstube entstand ebenfalls in der ersten Hälfte des 13. Jahrhunderts im Südosten. Sie wurde mehrfach umgebaut und vergrößert. Im Kreuzgang trennte ursprünglich eine Mauer den Zisterziensermönchen zugänglichen Klosterbereich vom Bereich der Laienbrüder. Als jedoch die Zahl der in der Abtei lebenden Laienbrüder im 13. und 14. Jahrhundert immer mehr abnahm, wurde die Trennmauer abgetragen. Auch die Arkaden um den Kreuzgang gestaltete man später neu.
Da den Mönchen ursprünglich der Verzehr von Fleisch strengstens untersagt war und nur Kranke Fleisch zu sich nehmen durften, ergänzte man das Refektorium erst im 15. Jahrhundert um eine Fleischküche. Etwa zur gleichen Zeit ersetzten bleierne Schindeln die originalen Tondachziegel der Kirche und der östlichen Klosterbauten.

### Restaurierung
1892 begann die Stadtverwaltung von Leeds mit Baumaßnahmen zum Erhalt der nach der Auflösung 1539 zur Ruine verfallenen Abtei. Sie ließ den nur noch teilweise erhaltenen Turm und einsturzgefährdete Wände abstützen, Mauern abdecken, Risse und Spalten im Mauerwerk schließen, Bäume im Klosterbereich fällen und andere, über den Mauerresten wuchernde Pflanzen, vor allem Efeu, entfernen. Das Vorgehen der Stadtverwaltung war durchaus nicht unumstritten, da viele Zeitgenossen die Ruine in ihrem stark verfallenen Zustand als romantisch empfanden. In den 1920er Jahren folgten weitere Schutzmaßnahmen, die dreißig Jahre zuvor nicht in Angriff genommen worden waren. Dabei wurden auch Fehler der vorangegangenen Restaurierung berichtigt, unter anderem entfernte man die unansehnlichen Mauerabdeckungen.
In den 1980er Jahren wurde das Mauerwerk neu verfugt. Das Presbyterium erhielt seine bei der Auflösung der Abtei entfernte Überdachung zurück, um das Gewölbe vor Durchnässung und dadurch bedingter Einsturzgefahr zu schützen. Aus dem gleichen Grund wurden 1999 die Seitenschiffe und die Kapellen der Querschiffe neu überdacht.

## Gebäude

Grundriss

Der Grundriss rechts zeigt den zentralen Gebäudekomplex von Kirkstall Abbey im Zustand des Jahres 1539. Die Raumaufteilung lässt sich noch heute nachvollziehen, da auch bei den stark verfallenen Gebäuden zumeist noch die Grundmauern vorhanden sind. Das Kloster gliedert sich wie folgt:
| 1 | Hauptschiff                                 | 10 | Abort                                      |
| 2 | Turm                                        | 11 | Küche                                      |
| 3 | Presbyterium                                | 12 | Refektorium                                |
| 4 | Querschiffe                                 | 13 | Wärmestube                                 |
| 5 | Klostergeviert mit Kreuzgang                | 14 | Fleischküche                               |
| 6 | Bibliothek                                  | 15 | Novizenunterkünfte und Dormitorium         |
| 7 | Kapitelsaal                                 | 16 | Unterkunft des Abtes                       |
| 8 | Parlatorium (Sprechzimmer)                  | 17 | Gästehaus für Vertreter des Mutterklosters |
| 9 | Konversenhaus (Unterkünfte der Laienbrüder) | 18 | Krankenstube                               |

Zum Klostergelände gehört eine Reihe weiterer Gebäude. Westlich des Hauptkomplexes befand sich das ehemalige Gästehaus der Abtei mit eigener Küche und Stallungen. Das ehemalige Torhaus liegt nördlich des Hauptkomplexes, von dem es durch eine Straße abgetrennt ist. Es ist als einziges Bauwerk von Kirkstall Abbey in bewohnbarem Zustand erhalten. Alle Gebäude waren an ein unterirdisches, für damalige Verhältnisse äußerst fortschrittliches Abwassersystem angeschlossen.

### Abteikirche

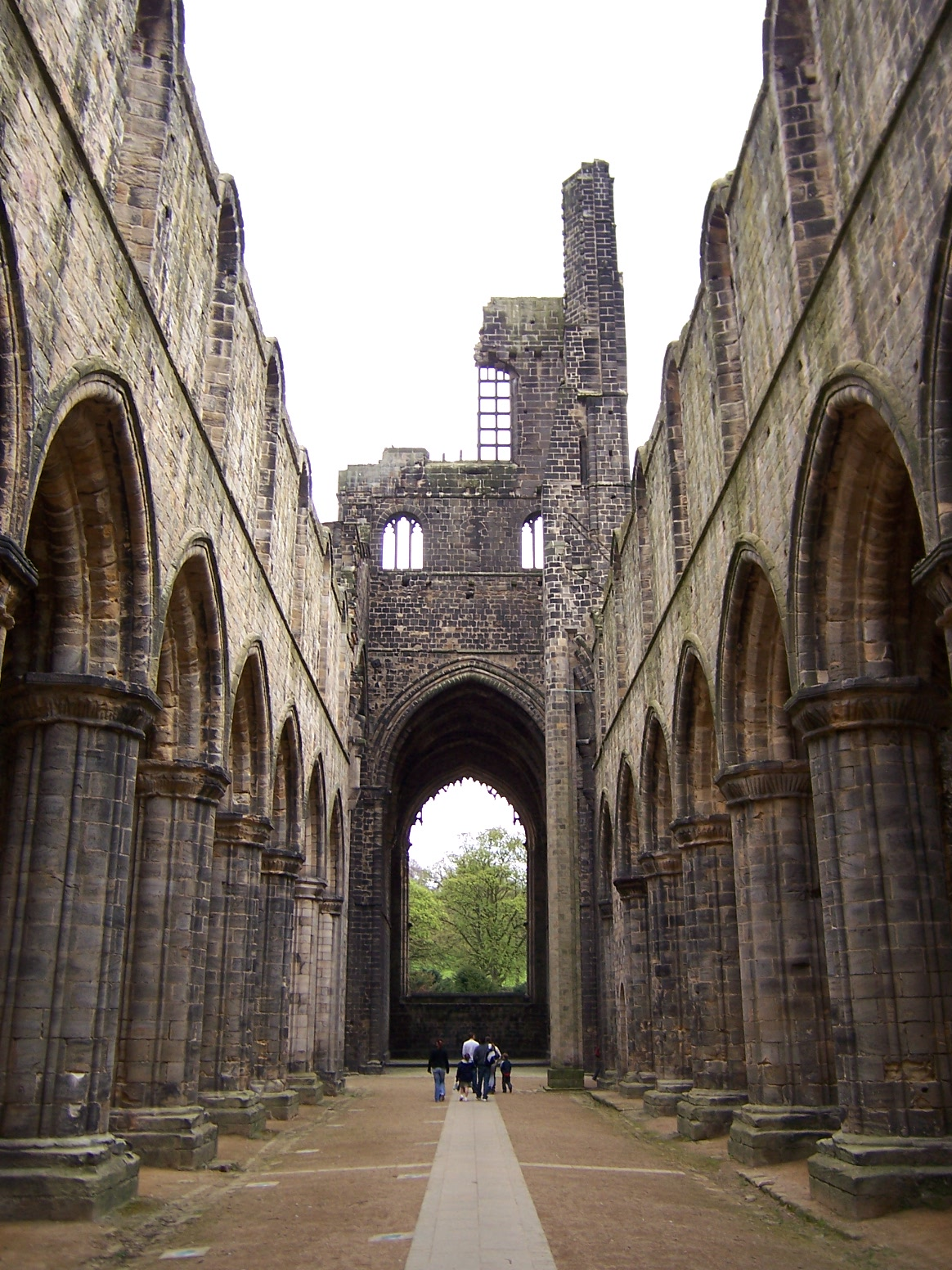
Blick durch das Hauptschiff auf das Presbyterium

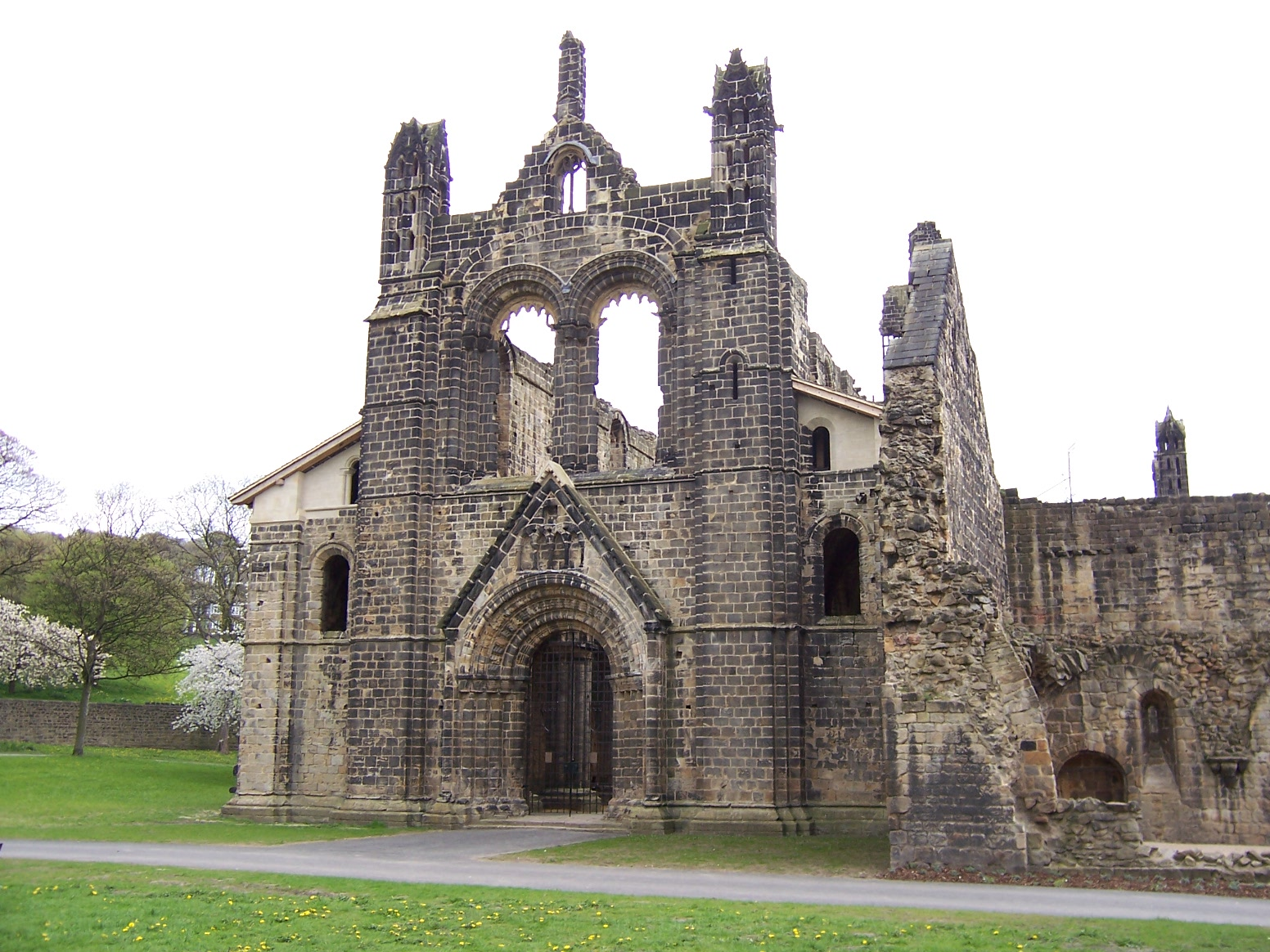
Westfront der Abteikirche, rechts im Bild das Konversenhaus

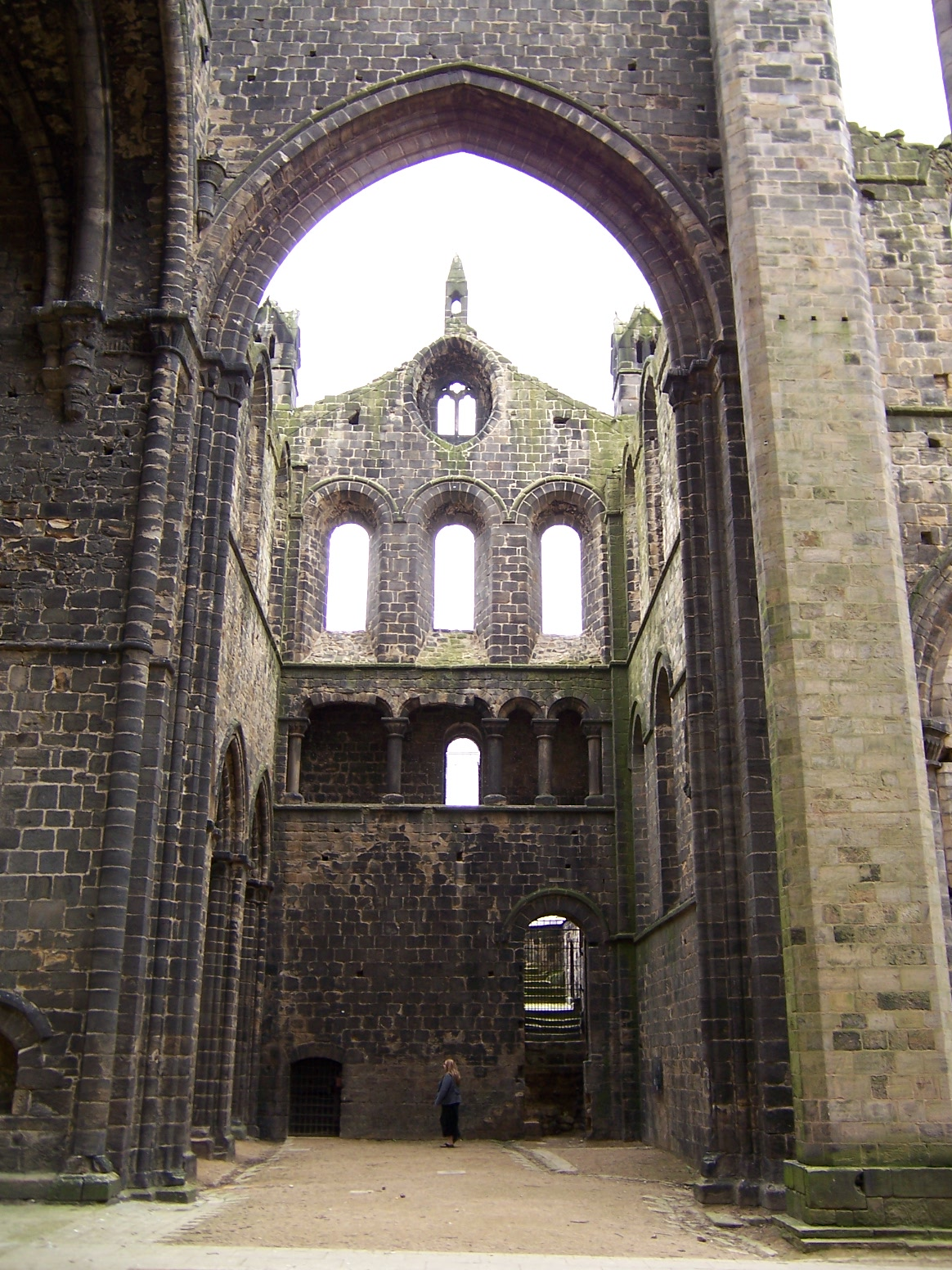
Südliches Seitenschiff

Die ab 1152 in etwa zwanzig Jahren Bauzeit errichtete romanische Abteikirche erhebt sich nördlich des Klostergevierts. Obwohl sie nur als Ruine erhalten ist, gilt sie als eines der schönsten und vollständigsten Beispiele der frühen Baukunst der Zisterzienser in Großbritannien. Entsprechend den Vorschriften des Heiligen Bernhard von Clairvaux wurde die Kirche bewusst schlicht und schmucklos gehalten.
Das Hauptportal an der Westseite besteht aus einem einfachen, schmucklosen Rundbogen. Darüber befand sich ursprünglich ein großes Rundfenster, das jedoch im 15. Jahrhundert durch zwei rundbogige gotische Maßwerkfenster ersetzt wurde. Etwa zur gleichen Zeit entstanden der Giebel und die quadratischen, zweistöckigen Türmchen auf den beiden Begrenzungsmauern des Giebels.
Vom Westportal kann man heute durch das gesamte Hauptschiff bis auf die Ostmauer im Presbyterium blicken. Ursprünglich war der Innenraum stärker gegliedert. Die Laienbrüder durften sich nur im Westteil aufhalten, während die Mönche im Ostteil sitzend an der Messe teilnahmen. Hohe, kräftige Rundbögen trennen das Hauptschiff von den Seitenschiffen, deren Überdachung 1999 wiederhergestellt wurde.
Vom nördlichen Querschiff führt eine schmale Türöffnung zum früheren Friedhof. Bis auf den Giebel, der wie fast alle Giebel im Rahmen der Neuüberdachung im 15. Jahrhundert erneuert wurde, und die ihn begrenzenden Türmchen spiegelt das nahezu vollständig erhaltene Querschiff den originalen Bauzustand des 12. Jahrhunderts wider. Im südlichen Querschiff verbindet eine Treppe den Chorraum mit den einstigen Schlafräumen der Mönche und Novizen, die sie nur nachts benutzten, um an der Vigil (Nachtgebet) teilzunehmen. Sie wird daher als „Nachttreppe“ bezeichnet. Auch die Empore darüber war mit dem Dormitorium verbunden. Von dort konnten ältere und kranke Mönche dem Gottesdienst beiwohnen. An den Ostseiten der Querschiffe sind jeweils drei Kapellen für die private Andacht eingelassen. In jeder Kapelle befindet sich eine Wandnische, in der Brot und Wein für das Abendmahl bereitgestellt wurden, mit einem Becken zur Reinigung des Messgeschirrs.
Das Presbyterium im Osten war der wichtigste Teil der Kirche. Hier befand sich der Hochaltar, der kurz nach der Klosterauflösung geraubt wurde. Die Ostwand versah man im 12. Jahrhundert mit drei Bogenfenstern und einem darüber liegenden großen Rundfenster. Im 15. Jahrhundert trat ein mit Maßwerk geschmücktes gotisches Spitzbogenfenster an deren Stelle. Dies stellte die umfassendste bauliche Veränderung an der Abteikirche dar. Der Fenstersockel wurde im 18. Jahrhundert entfernt, um einer Straße, die unmittelbar durch das Hauptschiff führte, Platz zu machen. Erst in den 1890er Jahren ließ die Stadtverwaltung von Leeds ihn neu mauern.
Der Turm hat die Zeiten nicht überdauert, er stürzte 1779 während eines Wintersturmes ein. Ursprünglich erreichte er nur die Höhe des Firstes des steilen Kirchendaches. An die Aufstockung zu Beginn des 16. Jahrhunderts erinnern heute nur noch die Initialen von Abt William Marshall an den Strebepfeilern, der die Einrichtung einer Glockenstube veranlasste.

### Klostergeviert

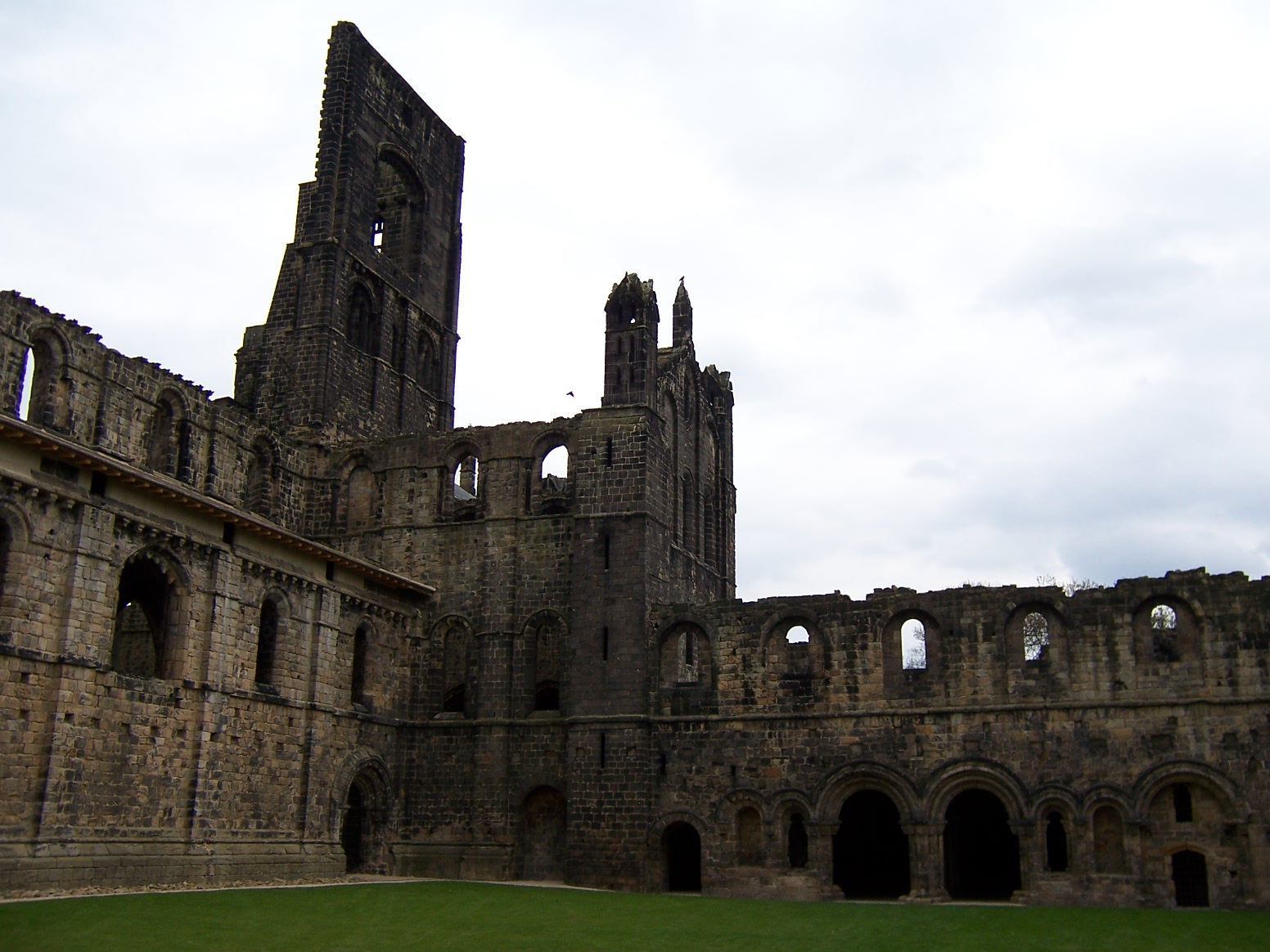
Klostergeviert: Blick nach Nordosten auf Abteikirche, Bibliothek, Kapitelsaal und Parlatorium (von links)

Südlich der Abteikirche öffnet sich das Klostergeviert, um das die wichtigsten Gebäude der Abtei angeordnet sind. Im Osten liegen die Bibliothek, der Kapitelsaal und das Parlatorium. Im Süden grenzen die Wirtschaftsgebäude an das Klostergeviert, im Westen das Konversenhaus. Zu Beginn trennte eine Mauer parallel zur Ostmauer des Konversenhauses eine schmale Passage für die Laienbrüder ab. Der eigentliche, exakt quadratische Innenhof war den Mönchen vorbehalten. Später wurde die Trennwand jedoch entfernt, sodass der Hof heute die Form eines ungleichseitigen Rechtecks einnimmt, wobei die Nord- und Südbegrenzung etwas länger sind als die Ost- und Westmauer. Die halbkreisbogigen Arkaden des Kreuzganges bestanden im Gegensatz zu den anderen Bauwerken, für die dunkler Sandstein verwendet wurde, aus hellem Kalkstein. Sie sind heute nicht mehr erhalten.

### Bibliothek
Die Bibliothek war in einem winzigen, fensterlosen Raum nordöstlich des Innenhofes zwischen der Abteikirche im Norden, der Sakristei im Osten und dem Kapitelsaal im Süden eingerichtet. Der einzige Zugang geht vom Kreuzgang ab. Die Bücher der Klosterbibliothek wurden nach der Auflösung von einem ehemaligen Mönch aufbewahrt und sind zum Teil bis heute erhalten.

### Kapitelsaal

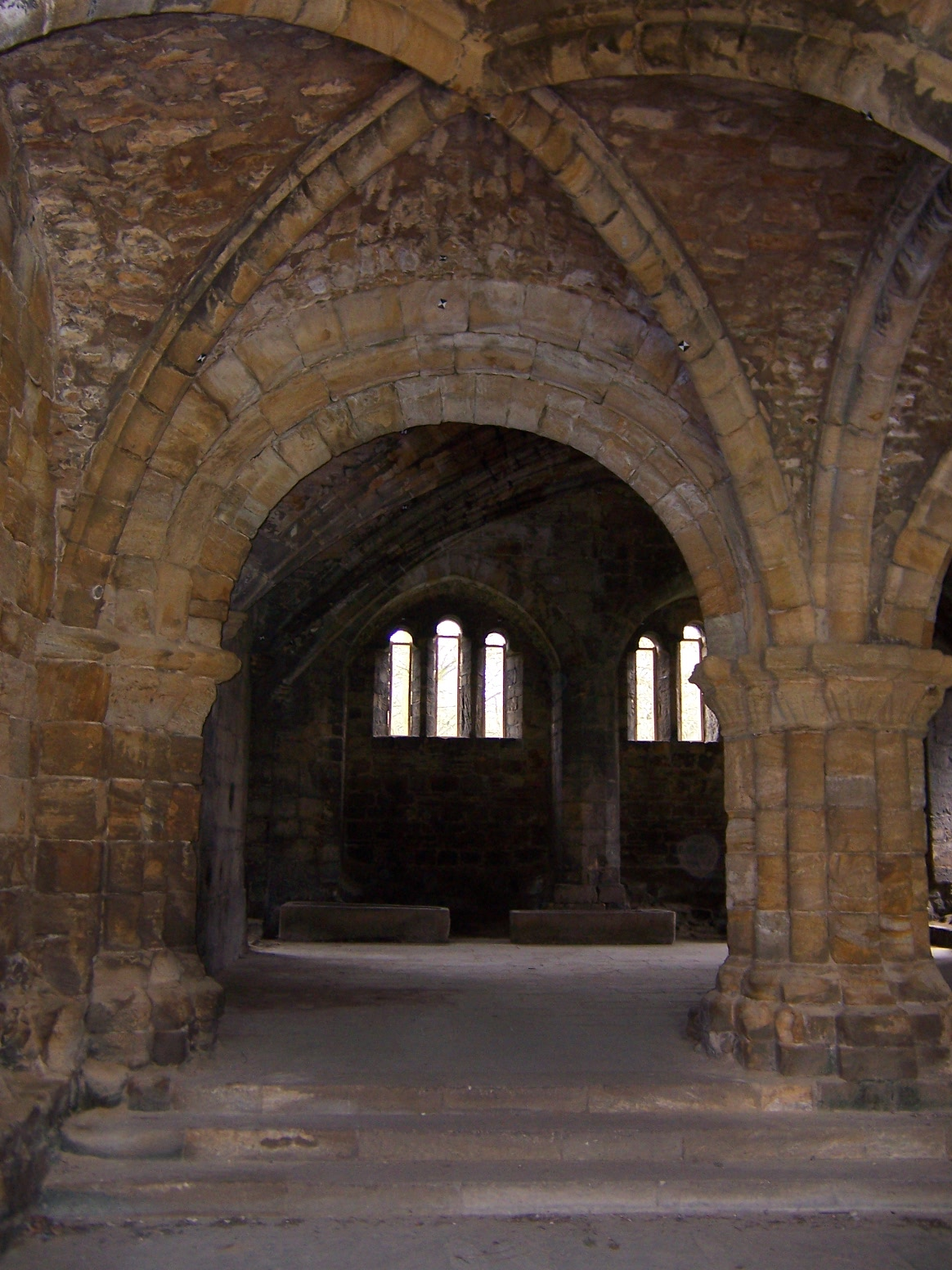
Kapitelsaal

Im Kapitelsaal, der östlich vom Klosterhof abgeht, versammelten sich die Mönche täglich zum sogenannten Kapitel, dessen Name sich von der Verlesung eines Kapitels aus der Mönchsregel des Heiligen Benedikt von Nursia herleitet. Das Kapitel begann mit einer Lesung aus dem Martyrologium, um der Heiligen, deren Namenstag gerade gefeiert wurde, zu gedenken. Danach folgte ein Abschnitt aus der Regel des Benedikt. An Sonn- und Feiertagen wurden Ordensregeln oder die Statuten des Generalkapitels der Zisterzienser gelesen und ausgelegt. Zum Abschluss gedachte man der Toten. Danach konnten die Mönche ihre Sünden vor der versammelten Gemeinschaft beichten, wonach sie auf die Knie fielen, um Vergebung baten und ein Urteil erwarteten. Jene, die nicht zur Beichte vortraten, wurden von den anderen „beschuldigt“ und gerichtet, um sie nicht vom Weg der Erlösung abzubringen. Übliche Strafen waren Fasten, Herabstufung oder Auspeitschen, in schlimmen Fällen aber auch der Ausschluss aus dem Kloster oder – seit dem Beschluss des Generalkapitels von 1206 – eine Gefängnisstrafe. Entsprechende Strafen wurden sofort ausgeführt. Im Anschluss konnten Angelegenheiten der Abtei besprochen, Ankündigungen und Briefe verlesen sowie wichtige Entscheidungen getroffen werden. Der Kapitelsaal galt daher als zweitwichtigster Raum des Klosters nach der Kirche. Laienbrüder durften ihn nur an bestimmten Feiertagen betreten, an denen Predigten gehalten wurden. Nach der Auflösung von Kirkstall Abbey nutzten ihn Bauern aus der Umgebung als Viehstall.
Man betritt den Kapitelsaal vom Kreuzgang herkommend durch einen großen Doppelrundbogen in der Mitte der östlichen Begrenzungsmauer des Klostergevierts. Er besteht aus zwei ineinander übergehenden Räumen: einer Vorhalle, deren Deckengewölbe von Bündelpfeilern und Rundbögen getragen wird, und dem eigentlichen Kapitelsaal mit gotischem Kreuzrippengewölbe und Lanzettfenstern. Letzterer stammt aus dem 13. Jahrhundert, als er vermutlich auf Grund eines vorangegangenen Einsturzes neu gebaut werden musste. Zur gleichen Zeit wurden auch einige Steinsarkophage in die Ostwand eingefügt. Ob diese jemals Leichname enthielten oder nur aus Stabilitätsgründen integriert wurden, ist ungeklärt.

### Parlatorium
In Kirkstall Abbey bestand grundsätzlich Schweigepflicht. Der einzige Raum, in dem die Mönche für begrenzte Zeit Gespräche miteinander führen durften, war das Parlatorium an der Ostseite des Klosterhofes. Der Eingang bestand ursprünglich aus einem großen Rundbogen, in den man aber im 15. Jahrhundert einen niedrigeren Bogen mit einem kleinen Fenster darüber mauerte. Der Durchgang südlich des Parlatoriums führt vom Kreuzgang ins Dormitorium.

### Konversenhaus
Abgesehen von der Westfront der Abteikirche, nimmt das etwa 50 Meter lange Konversenhaus, in dem die Unterkünfte der in der Abtei arbeitenden Laienbrüder eingerichtet waren, die gesamte Westseite des Klosters ein. Im 12. und 13. Jahrhundert beherbergte es bis zu 75 Menschen. Heute stehen nur noch die Ost- und die Nordwand, die beiden anderen Wände stürzten 1746 ein. Einst teilte eine zentrale Säulenreihe das Erdgeschoss in elf Joche. Die Kragsteine an der Ostseite, die das Gewölbe stützten, sind noch heute zu sehen. Die fünf südlichen Joche bildeten das Refektorium (Speiseraum), das eine Durchreiche mit der Küche verband. Durch das mittlere Joch führte ein Gang von außen zum Kreuzgang. Die vier Joche nördlich davon dienten als Vorratskammer sowie als Lagerraum für Wolle und Tierhäute. Im nördlichsten Joch konnten die Mönche sich mit Freunden oder Außenstehenden treffen und geschäftliche Angelegenheiten besprechen. Die Schlafräume der Laienbrüder nahmen das gesamte erste Stockwerk ein. 1825 brach die Zwischendecke unter der Last großer Schneemengen ein.
Der kleine südwestliche Vorbau steht heute frei, schloss sich aber ursprünglich unmittelbar an das Konversenhaus an, bis dessen Süd- und Westmauer einstürzten. Hier befanden sich die Waschräume und der Abort der Laienbrüder, der bereits eine ausgeklügelte Wasserspülung hatte. Unter den Toiletten im ersten Stock floss Wasser aus einem Sammelbecken durch eine gemauerte Rohrleitung. Heute ist hier ein Besucherzentrum eingerichtet, das über die Geschichte der Abtei und der Zisterzienser sowie den Alltag der Mönche informiert.

### Küche

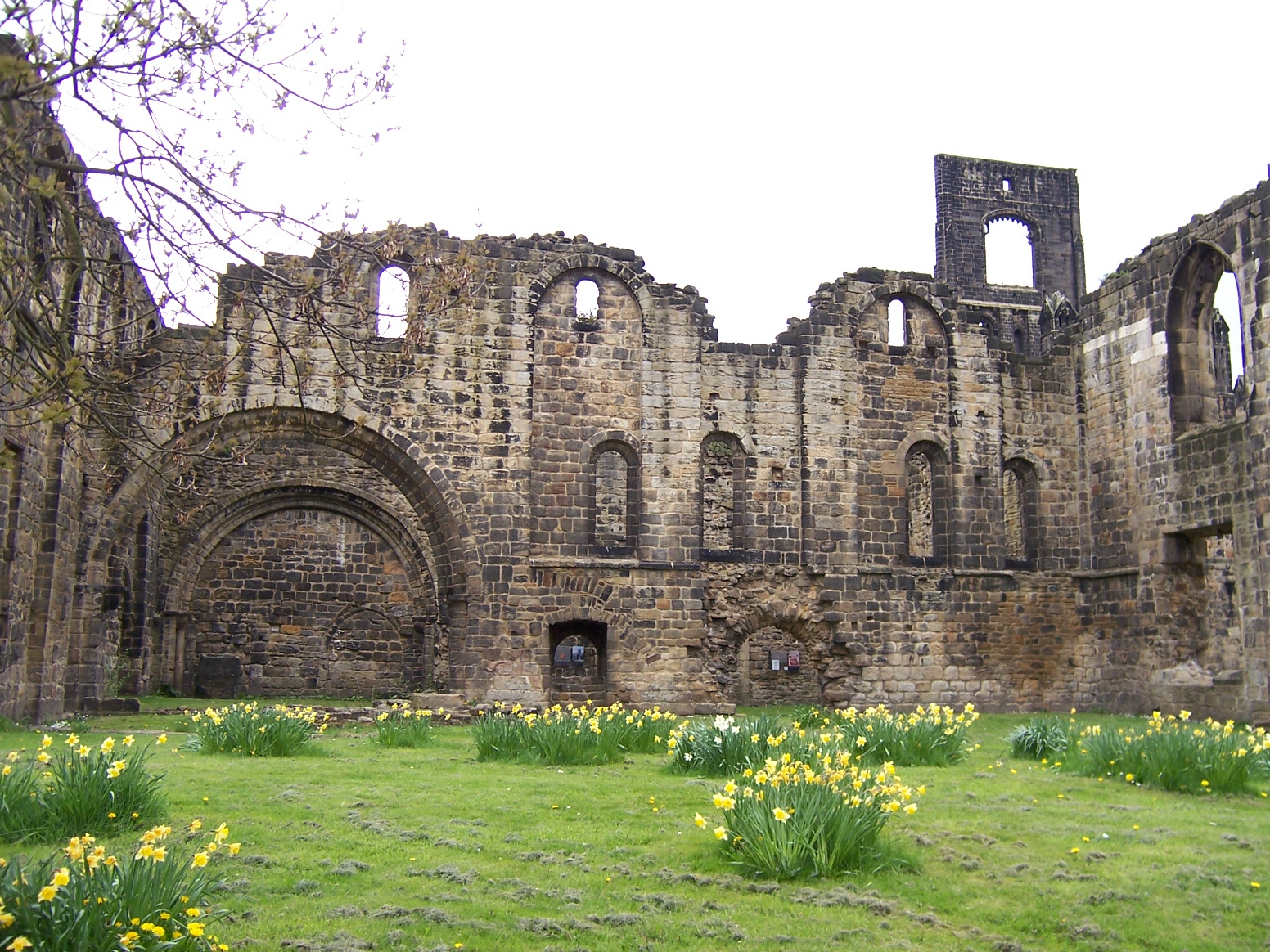
Küche mit Durchgang für die Laienbrüder

In dem Raum östlich des Konversenhauses und südwestlich des Klostergevierts befand sich die Küche. In der Mitte des Raumes wurden an zwei großen Feuerstellen Fisch und Gemüse gegart. Fleisch war den Mönchen zunächst verboten und durfte erst ab dem 15. Jahrhundert in einer eigens dafür errichteten Küche zubereitet werden. Jeder Klosterbruder musste abwechselnd die Mahlzeiten für die Gemeinschaft zubereiten. Im Westen führte ein breiter Gang von außen in den schmalen, den Laienbrüdern offenstehenden Streifen des Hofes. Als die Zahl der Laienbrüder im 15. Jahrhundert immer mehr abnahm, richtete man in dem Gang eine Mälzerei und ein Backhaus ein. Den Raum darüber nutzte der Kellermeister, dem alle Laienbrüder unterstellt waren.

### Refektorium

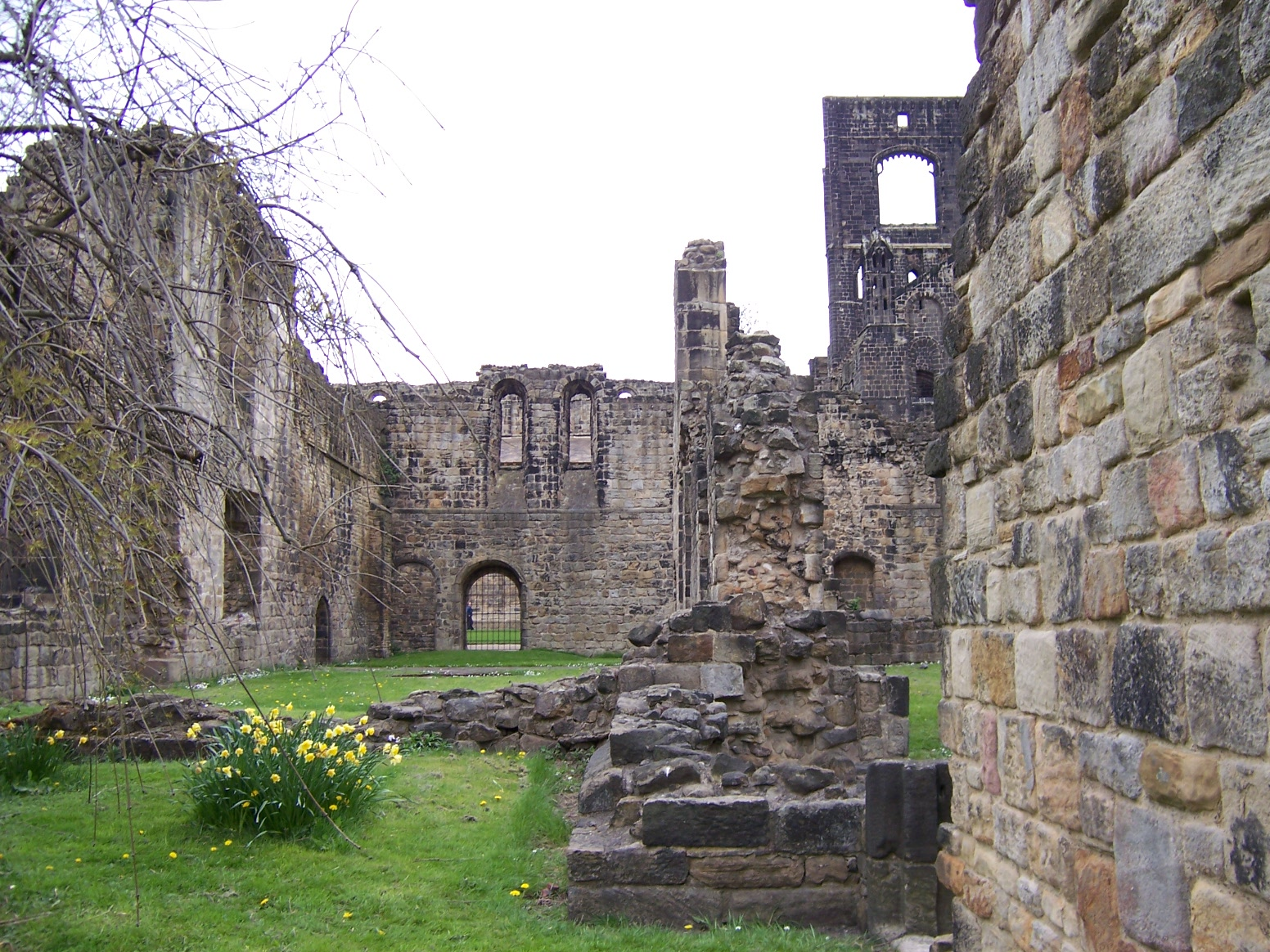
Refektorium

Das Refektorium ist ein fast 30 Meter langer, von Norden nach Süden ausgerichteter Raum östlich der Küche. In seiner jetzigen Form stammt er aus dem frühen 13. Jahrhundert, nachdem sich der Vorgängerbau als viel zu klein erwiesen hatte. Der Boden wurde um 1240 mit großen Sandsteinplatten unter Tischen und Bänken ausgelegt, im Mittelgang dagegen mit verschiedenfarbigen Kacheln, die geometrische Formen und Ornamente ergaben. An der Westwand führte eine kleine Treppe zu einer Kanzel, von der zu jeder Mahlzeit religiöse Texte verlesen wurden. Sie wurde im 15. Jahrhundert durch einen Kamin ersetzt, als man eine hölzerne Zwischendecke einzog, um im unteren Raum Fleisch servieren zu können, während der obere Raum der Einnahme fleischloser Speisen vorbehalten blieb. Die hohen normannischen Fenster wurden auf der Höhe der Holzdecke geteilt.
Im Winter nahmen die Mönche nur eine Mahlzeit am Tag im Refektorium ein, im Sommer gab es zusätzlich ein leichtes Abendessen. Getränke wurden mehrmals am Tag ausgeschenkt. Im Kloster herrschten strenge Tischsitten. So durfte während des Essens niemand aufstehen oder gar den Raum verlassen. Es durfte nicht gesprochen werden. Beim Trinken mussten die Mönche ihre Tassen stets mit beiden Händen halten.

### Wärmestube
Die vom Kreuzgang aus zugängliche Wärmestube war, abgesehen von der Küche und der Krankenstube, der einzige Raum, den man im Winter heizte. Er wurde mehrfach umgebaut. In dem Raum darüber wurden wichtige Dokumente aufbewahrt.

### Fleischküche
Erst im 15. Jahrhundert lockerte das Generalkapitel die strengen Ernährungsvorschriften des Zisterzienserordens und erlaubte den Verzehr von Fleisch, allerdings unter der Bedingung, dass dieses in einer gesonderten Küche zubereitet wurde. Zu diesem Zweck baute man die Fleischküche südlich der Wärmestube. Zwischen beiden Räumen ließ man einen kleinen Innenhof frei. In Kirkstall Abbey gab es dreimal wöchentlich Fleisch.

### Dormitorium
Das Dormitorium bot Platz für 80 bis 100 Mönche. Es bestand aus einem etwa 50 Meter langen Raum im ersten Stock. Treppen verbanden es mit dem Kreuzgang und der Abteikirche. Am Südende gab es einen Abort. Im Erdgeschoss unter dem Dormitorium befanden sich die Bibliothek, der Kapitelsaal und das Parlatorium, während in dem 1825 eingestürzten Raum im Süden entweder die Unterkünfte der Novizen oder ein Arbeitsraum, möglicherweise das Skriptorium, untergebracht waren.
Der Regel des Heiligen Benedikt von Nursia entsprechend, schliefen die Mönche in voller Bekleidung, damit sie sich zum Nachtgebet nicht erst umzukleiden brauchten. Man schlief auf strohgefüllten Matratzen in schwarzer oder weißer Bettwäsche. Ursprünglich schlief auch der Abt im selben Raum mit den übrigen Klosterbrüdern, später zog er aber in eine eigene Unterkunft um. Im 14. Jahrhundert gestattete das Generalkapitel der Zisterzienser den Prioren und Subprioren, sich eigene, abschließbare Räume innerhalb des Schlafraumes abzutrennen, um ihnen eine Rückzugsmöglichkeit zu bieten. Wahrscheinlich durften zu jener Zeit auch die anderen Mönche ihre Betten mit Vorhängen oder ähnlichem abgrenzen. Im Dormitorium war nicht nur das Sprechen, sondern auch Zeichensprache verboten. Kamine oder Öfen gab es nicht.

### Unterkunft des Abtes

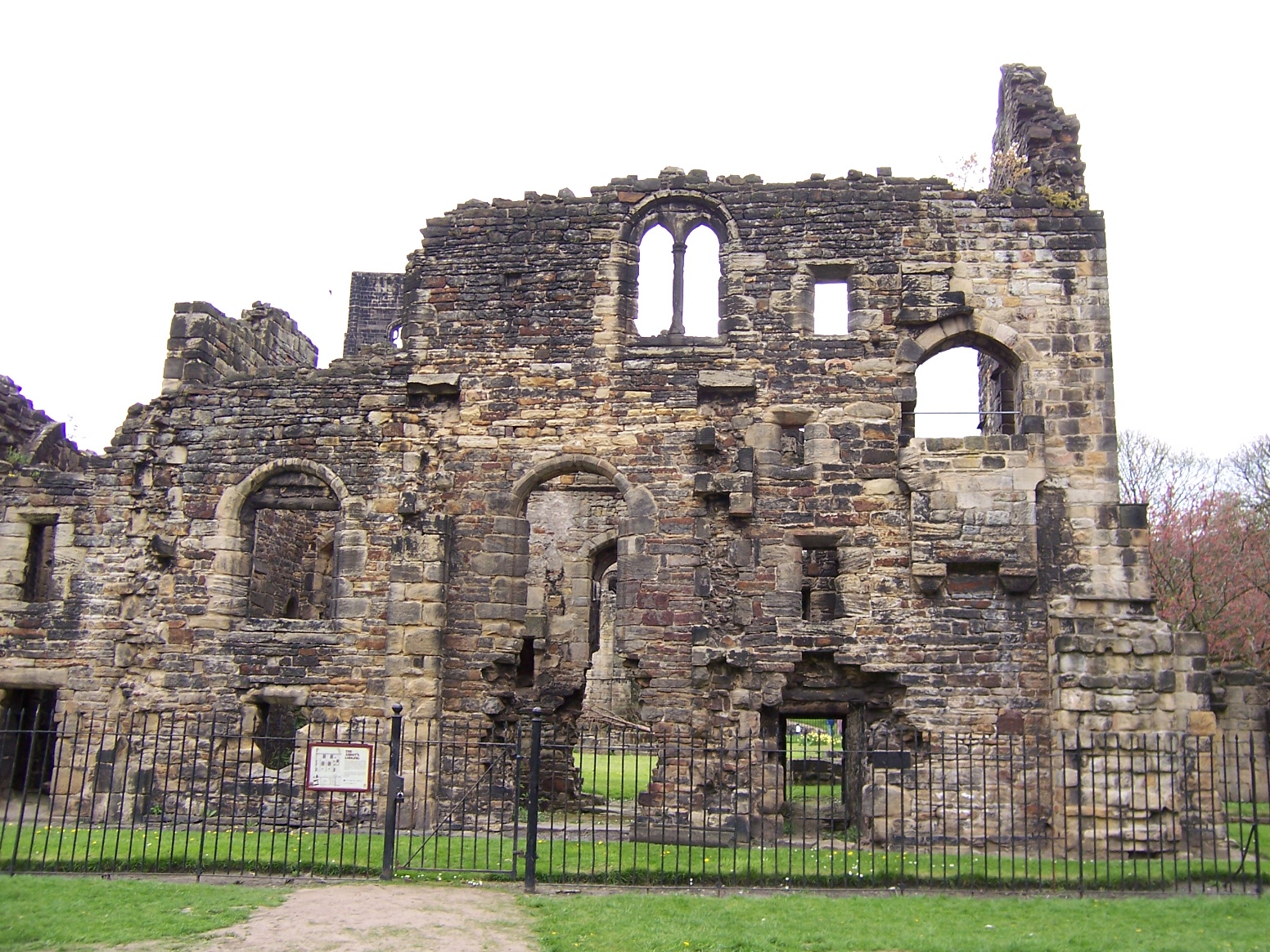
Wohnhaus des Abtes

Dem Regelwerk des Ordens zufolge sollte der Abt die Nächte mit den anderen Mönchen im Dormitorium zubringen. Um 1230 errichtete man jedoch im Südosten ein Wohnhaus eigens für den Abt, eines der frühesten dieser Art in Großbritannien. Es umfasste drei Stockwerke. Im Erdgeschoss lebten die Diener des Abtes, der erste Stock diente als Empfangsraum für Gäste, und die eigentliche Wohnung des Abtes befand sich im zweiten Stock. Letztere umfasste ein großes Wohnzimmer, eine Diele und eine Schlafkammer mit Umkleide. Während das Erdgeschoss nur mit kleinen rechteckigen Fenstern versehen war, ließen in den beiden oberen Stockwerken jeweils zwei große, mit einer zierlichen Säule unterteilte Fenster viel Licht einfallen. Das Treppenhaus im Osten wurde von einem Erkerfenster beleuchtet. Das Haus des Abtes war wesentlich komfortabler eingerichtet als die Mönchsunterkünfte. Die Wände waren verputzt, die Fußböden bestanden aus Holz, und jedes Geschoss verfügte über einen Kamin. Ein schmaler Durchgang verband die Wohnung des Abtes mit einer eigenen Latrine im Westen, die vom Schlafraum der Mönche abgetrennt wurde.
Weiter im Nordosten stehen die Überreste des Gästehauses, in dem die Vertreter des Mutterklosters Fountains Abbey bei Besuchen verweilten. Innerhalb des Zisterzienserordens war es üblich, dass der Abt eines Mutterklosters oder dessen Stellvertreter jedes Jahr den Tochterklöstern Besuche abstattete, um deren Lage zu inspizieren. Das zweistöckige Gästehaus aus dem 13. Jahrhundert erfuhr im 15. Jahrhundert grundlegende Veränderungen. Damals baute man unter anderem einen großen Erker an. Heute sind nur noch die Grundmauern erhalten.

### Krankenstube
Die Krankenstube befand sich in einem großen, rechteckigen Gebäude aus dem 13. Jahrhundert im Osten des Abteigeländes, vermutlich an Stelle eines älteren Holzbaus. Ursprünglich eine 25 Meter lange und 14 Meter breite Halle, wurde sie im 14. Jahrhundert durch zwei Bogengänge untergliedert. Die Seitenbereiche teilte man in kleine Zellen ein, wovon die meisten auch einen Kamin enthielten. Auch eine kleine Kapelle war vorhanden. Im 15. Jahrhundert kam ein Anbau mit Küche und Spülküche dazu.
In der Krankenstube waren sowohl ältere Mönche untergebracht als auch erkrankte jüngere Klosterbrüder. Zudem musste jeder Bruder viermal im Jahr einen Aderlass über sich ergehen lassen.

### Gästehaus
Auf dem Gelände von Kirkstall Abbey gab es vermutlich mehrere Gästehäuser. Die meisten Gäste wurden wahrscheinlich in einer Herberge nördlich der Abtei untergebracht, deren genauer Standort aber unbekannt ist. Hoher Besuch, etwa Mitglieder des Hauses Lacy, der Stifter des Klosters, wohnte dagegen in einem im frühen 13. Jahrhundert erbauten Gästehaus westlich der Abtei, unmittelbar gegenüber der Kirche. Die Grundmauern dieses Gebäudes sind heute freigelegt, sodass sich die Anordnung der Räume nachvollziehen lässt. Es verfügte über eine zentrale Halle, eine große Kammer im Norden, einen Wirtschaftsflügel mit Küche, Vorratskammer, Anrichte und Keller im Süden sowie Latrinen. Die Wirtschaftsräume und die südwestlich vorgebauten Stallungen waren um einen kleinen Hof angeordnet.

### Torhaus

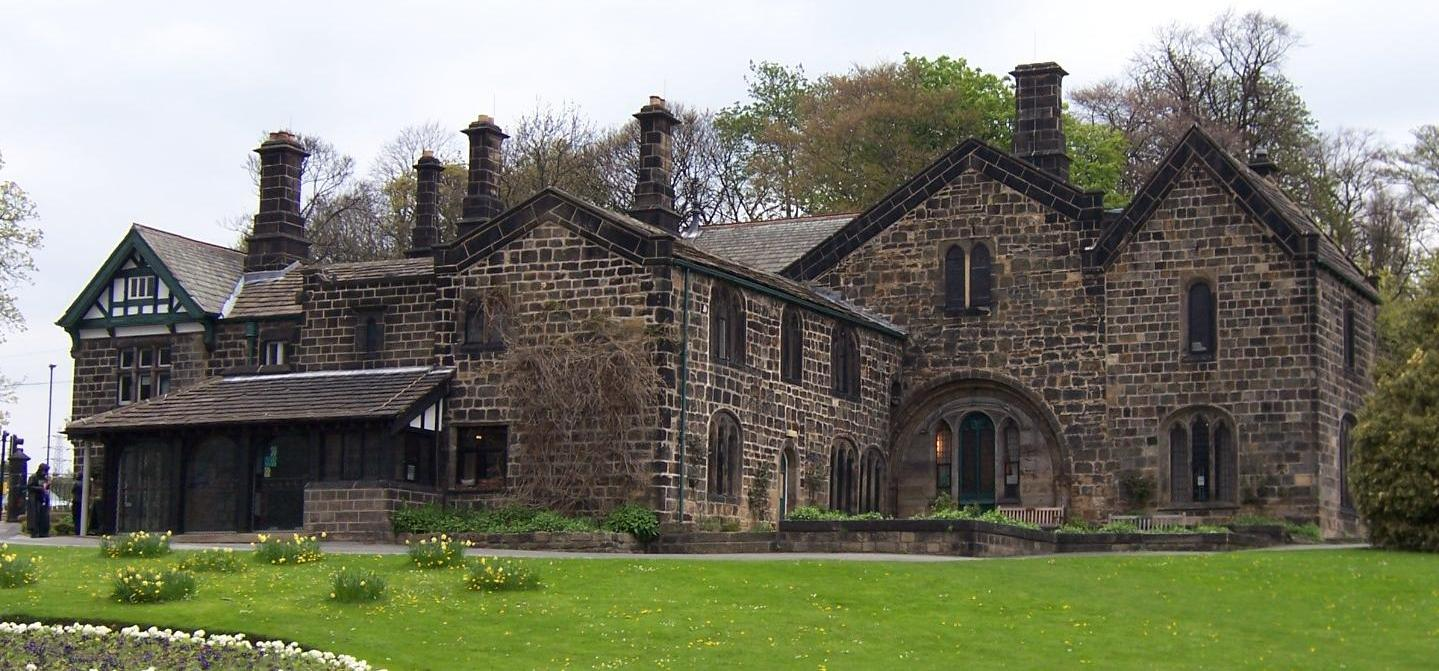
Das ehemalige innere Torhaus beherbergt heute das Abbey House Museum.

Früher betrat man das Abteigelände durch ein großes Torhaus nördlich der Kirche, das die Jahrhunderte jedoch nicht überdauert hat. Von dort führte ein Weg etwa 300 Meter zum noch heute existierenden inneren Torhaus, das schon in der Amtszeit des ersten Abtes (1152–1182) erbaut wurde. Hier wurden Gäste empfangen und Almosen entgegengenommen. Das Torhaus bestand im Wesentlichen aus zwei Teilen: einer Vorhalle und einem großen Saal. Im Stockwerk über dem Saal war eine Kammer für den Pförtner eingerichtet, vermutlich ein späterer Aufbau. Die Straße führte ursprünglich durch das Haus hindurch. Durch einen großen Torbogen konnten Gespanne passieren, während ein kleineres Tor für Fußgänger geöffnet war.
Das innere Torhaus ist heute der am besten bewahrte Teil der Abtei, da es auch nach deren Auflösung weiterhin genutzt wurde. John Ripley, der letzte Abt, soll hier noch bis zu seinem Tod im Jahre 1568 gelebt haben. Ihm werden verschiedene Änderungen wie die Schließung der beiden Tore, der Anbau mehrerer Räume und die Durchbrechung zusätzlicher Fenster zugeschrieben. Das Torhaus war noch bis 1925 bewohnt, als seine Eigentümer es an die Stadt Leeds verkauften. Seit 1927 beherbergt es das Abbey House Museum, in dem heute Straßenzüge und Geschäfte aus viktorianischer Zeit nachgestellt sind. Außerdem sind einige Gemälde von Kirkstall Abbey und geflieste Kamine mit Szenen aus der Geschichte der Abtei zu besichtigen.

### Vesper Gate

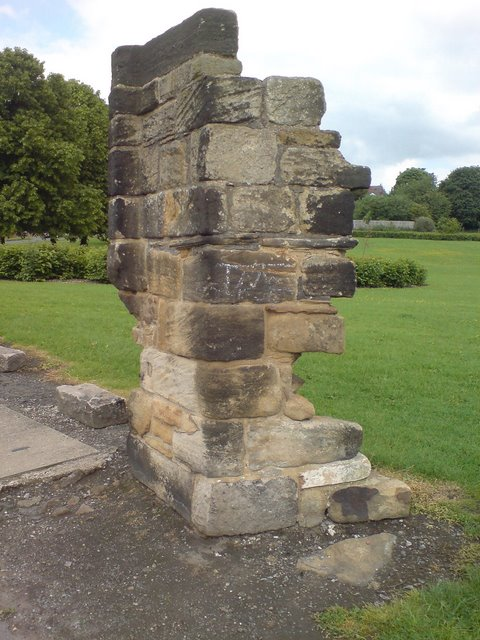
Die Überreste des Vesper Gates.

Am Rande des Geländes, etwa 280 Meter nordwestlich des heute als Museum genutzten Gebäudes, befand sich ein Tor, das Vesper Gate. Von hier aus führte ein etwa anderthalb Kilometer langer Weg durch den Wald von Hawksworth nach Horsforth Woodside. Die baulichen Überreste bestehen aus einer, neun Lagen von Sandsteinblöcken umfassenden Eckstruktur, die dem späten Mittelalter oder dem 17. Jahrhundert zugerechnet werden und deren obere nach der Zerstörung wieder aufgebaut wurden. Die eine Seite, die die Laibung des Tores darstellte, weist in den oberen fünf Lagen eine Fase auf, die von der Ausgestaltung her aus dem 17. Jahrhundert stammt. Die andere Seite umfasst ein kurzes Stück einer ehemals angrenzenden Mauer.

## Kirkstall Abbey in der Kunst

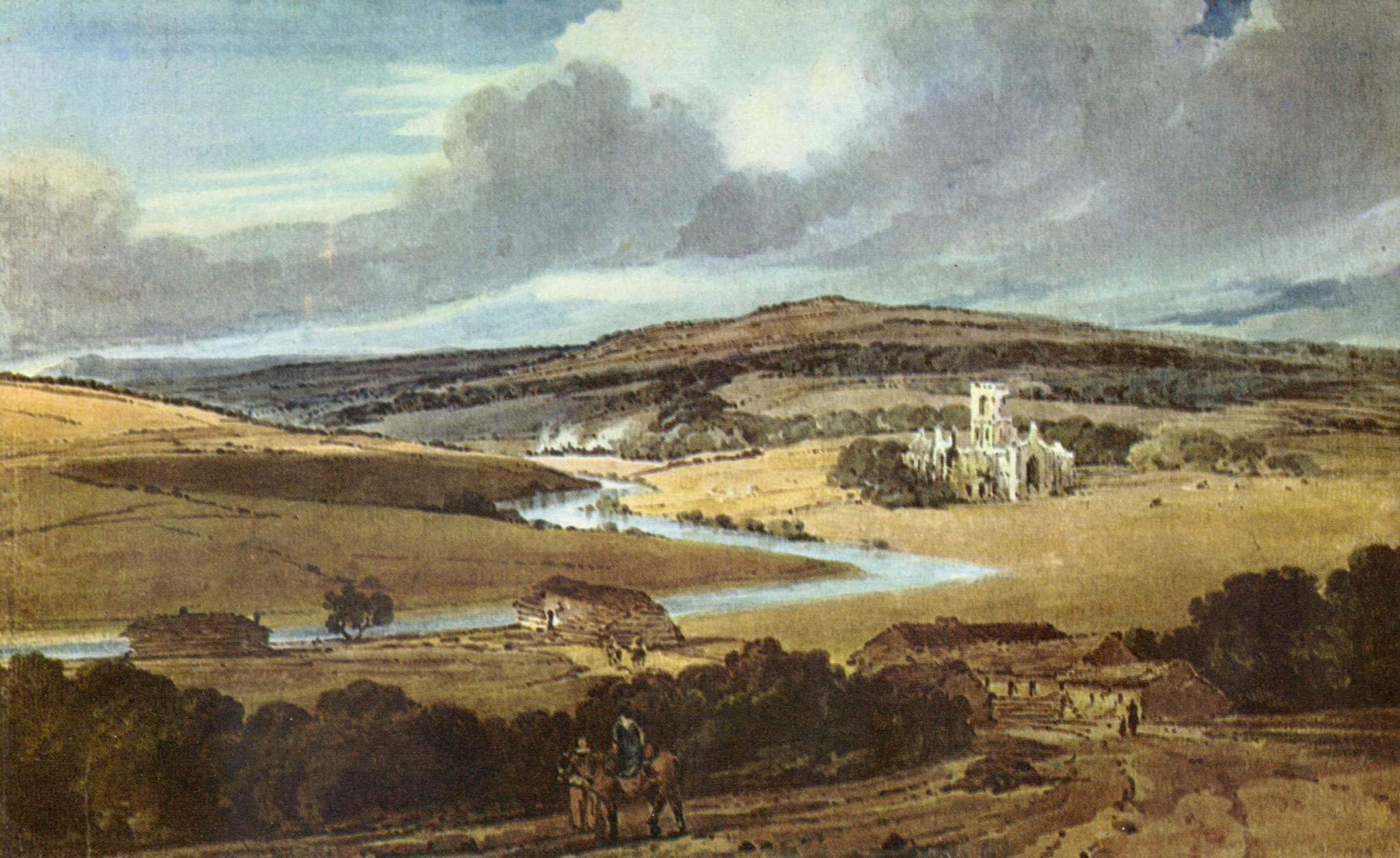
Thomas Girtin: Kirkstall Abbey, Yorkshire (1801)

Mit dem Aufkommen der Romantik in der zweiten Hälfte des 18. Jahrhunderts wurde die Ruine von Kirkstall Abbey zu einem beliebten Motiv romantischer Maler wie Thomas Girtin, Joseph Mallord William Turner, John Sell Cotman und Moses Griffith. Es entstanden zahlreiche Ölgemälde, Aquarelle und Skizzen, von denen heute viele in der Leeds Art Gallery ausgestellt sind. Auch viele Dichter und Schriftsteller, darunter Horace Walpole, 4. Earl of Orford, Thomas Gray und Robert Southey, besuchten die malerische Ruine und ließen ihre Fantasie von ihr beflügeln.